# 394 Arduina
394 Arduina è un asteroide della fascia principale del diametro medio di circa 31,32 km. Scoperto nel 1894, presenta un'orbita caratterizzata da un semiasse maggiore pari a 2,7601367 UA e da un'eccentricità di 0,2290969, inclinata di 6,22414° rispetto all'eclittica.
Il suo nome è dedicato alla divinità celtica della caccia Arduinna o Arduenna che dette il nome alla Arduinna Silva, l'attuale foresta delle Ardenne.